# 北野天満温泉
北野天満温泉（きたのてんまんおんせん）は、長野県下水内郡栄村の中部に位置する温泉である。

## 泉質
- ナトリウム-塩化物泉（低張性中性高温泉）
  - 泉温　42.5℃
  - 無味無臭。一部源泉掛け流し、循環濾過方式併用。

## 温泉地
栄村中心地から南へ7キロ離れた山あいに、一軒宿の「北野天満温泉学問の湯」が存在する。日帰り入浴可能。
近くには名称の由来となった、菅原道真を祀る京都・北野天満宮の分社がある。料理は地元の信州サーモンや牛肉を使った「美栄会席」が提供される。

## 歴史
- 平成8年（1996年）- 温泉掘削。
- 平成9年（1997年）- 「北野天満温泉学問の湯」開業。
- 平成30年（2018年）7月8日　- 全面改装[1]。

## アクセス
自動車
- 上信越自動車道豊田飯山ICより国道117号経由、車で60分。

鉄道
- JR飯山線・森宮野原駅から車で15分。